# Плутоид

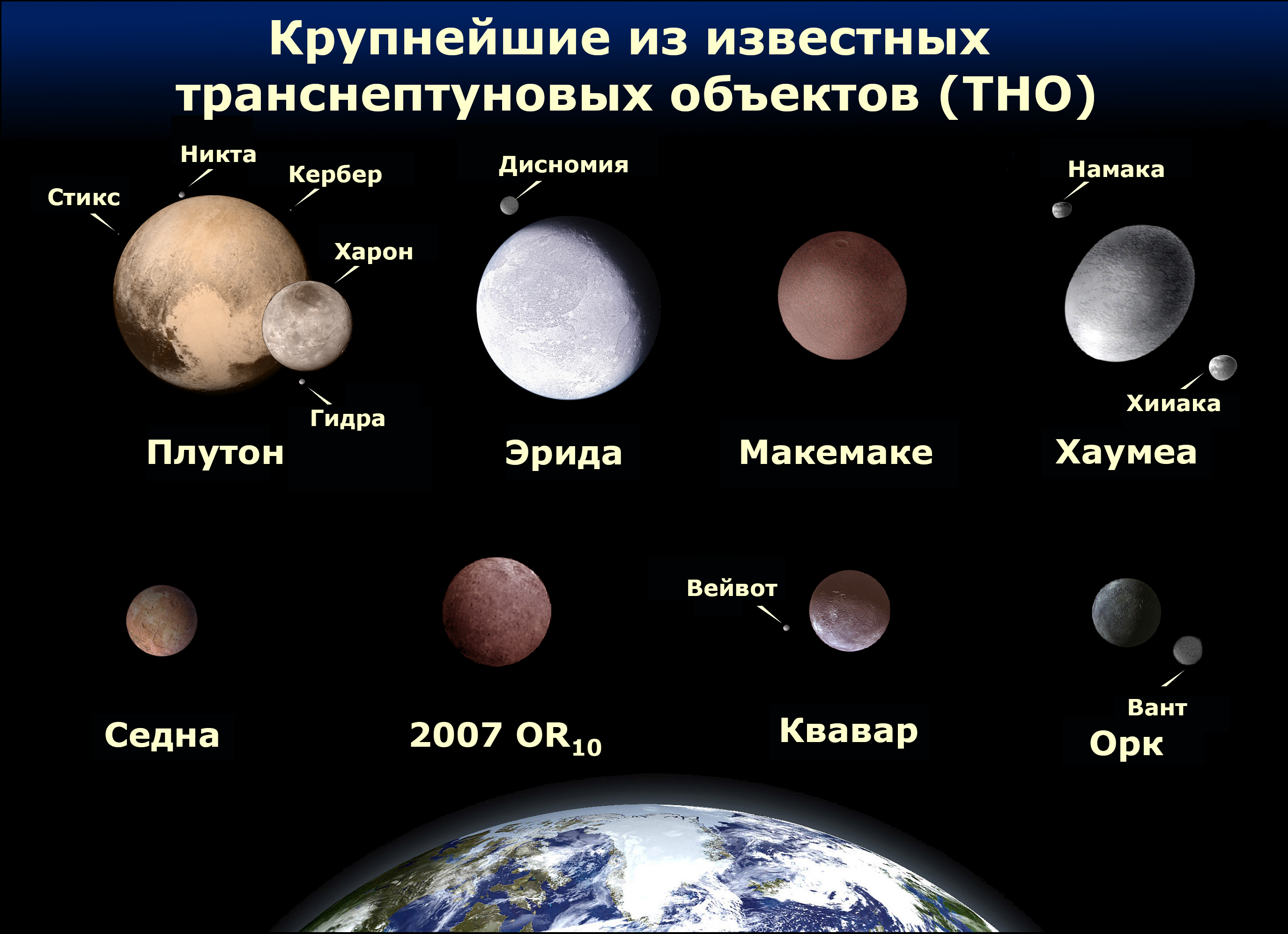
Сравнение крупнейших транснептуновых объектов

Плуто́ид (англ. plutoid, досл. «плутоноподобный») — вид карликовых планет в Солнечной системе. Плутоиды — это небесные тела, которые:
- обращаются вокруг Солнца по орбите, радиус которой больше радиуса орбиты Нептуна,
- имеют массу, достаточную, чтобы гравитационные силы придавали ему почти сферическую форму,
- не расчищают пространство вокруг своей орбиты (то есть вблизи них находится множество мелких объектов).

Термин был введён решением исполнительного комитета Международного астрономического союза на съезде в Осло в июне 2008 года. К плутоидам были отнесены карликовые планеты Плутон и Эрида. В июле того же года в эту категорию был включён Макемаке. 17 сентября 2008 в список добавили Хаумеа.